# Pako Ayestarán
Francisco Martín „Pako” Ayestarán Barandiarán (ur. 5 lutego 1963 w San Sebastián) – hiszpański trener piłkarski narodowości baskijskiej.
Ayestarán pochodzi z miasta San Sebastián i jako nastolatek trenował w drużynach młodzieżowych tamtejszego klubu Real Sociedad, lecz nigdy nie zdołał się przebić do seniorskiego futbolu. W późniejszym czasie ukończył studia na kierunku wychowania fizycznego, a także uzyskał tytuł naukowy ze szkolenia piłkarskiego oraz wyrobił licencję trenerską. Renomę w środowisku zyskał jako najbliższy współpracownik Rafaela Beníteza, w którego sztabie szkoleniowym przez niemal dwanaście lat pełnił rolę asystenta i trenera przygotowania fizycznego. Razem z nim pracował z sukcesami w drużynach takich jak CA Osasuna (1996–1997), CF Extremadura (1997–1999), CD Tenerife (2000–2001), Valencia CF (2001–2004) i Liverpool FC (2004–2007). Razem z Benítezem zanotował dwa awanse do Primera División, zdobył dwa mistrzostwa Hiszpanii, Puchar UEFA, Puchar Anglii, Tarczę Wspólnoty, Superpuchar Europy oraz wygrał Ligę Mistrzów UEFA. Jego praca nad kondycją fizyczną zawodników Liverpoolu w ośrodku treningowym Melwood była oceniana jako kluczowa w kontekście sukcesów odnoszonych przez drużynę.
W sierpniu 2007 Ayestarán opuścił Liverpool w wyniku różnicy poglądów z Benítezem, podając się do dymisji. Przez następne kilka miesięcy był bliski przenosin do FC Barcelony, gdzie miał pracować jako członek sztabu szkoleniowego, a następnie do Athleticu Bilbao w roli dyrektora sportowego, lecz ostatecznie nie podpisał kontraktu z żadnym z tych klubów. W styczniu 2008 został dyrektorem sportowym swojego macierzystego Realu Sociedad, jednak stanowisko to opuścił już po kilku tygodniach wskutek konfliktu z prezesem klubu, Iñakim Badiolą. W latach 2008–2009 współpracował z Quique Floresem w SL Benfice z Lizbony jako trener przygotowania fizycznego, triumfując w rozgrywkach Taça da Liga. W latach 2009–2010 w tej samej roli pomagał Unaiowi Emeremu w Valencia CF.
W sierpniu 2013 Ayestarán podjął pierwszą pracę w roli trenera, obejmując meksykańskiego drugoligowca Estudiantes Tecos z siedzibą w Guadalajarze, którego współwłaścicielem był najbogatszy człowiek świata Carlos Slim. W wiosennym sezonie Clausura 2014 zwyciężył ze swoją drużyną w rozgrywkach Ascenso MX, jednak sukces ten nie zaowocował awansem do pierwszej ligi – w decydującym o promocji dwumeczu piłkarze Tecos przegrali ze zwycięzcą jesiennego sezonu Apertura 2013, Universidadem de Guadalajara (0:0, 1:1, 3:4 po karnych). Bezpośrednio po tym, w maju 2014, klub Tecos przestał istnieć, przenosząc swoją licencję do miasta Zacatecas i zmieniając nazwę na Mineros de Zacatecas, jednak Ayestarán nie dołączył do nowo powstałej drużyny i złożył dymisję, tłumacząc, iż nie ma zamiaru pozostawać w drugiej lidze.
W sierpniu 2014 Ayestarán został trenerem mistrza Izraela, Maccabi Tel Awiw; zastąpił na tym stanowisku swojego rodaka Óscara Garcíę, który zrezygnował ze stanowiska z powodu napiętej sytuacji politycznej w kraju. Tam już w swoim premierowym sezonie 2014/2015 wywalczył z Maccabi pierwszą w historii izraelskiego futbolu potrójną koronę – jego podopieczni zdobyli wówczas mistrzostwo Izraela, Puchar Izraela oraz Toto Cup. Mimo tych sukcesów po zakończeniu rozgrywek zdecydował się odejść z klubu. W ciągu kolejnych kilku miesięcy był przymierzany przez media do powrotu w roli asystenta do Liverpool FC, gdzie miałby współpracować z Brendanem Rodgersem; ostatecznie zadeklarował jednak, iż interesuje go praca jedynie na stanowisku pierwszego trenera.
W sierpniu 2015 Ayestarán powrócił do Meksyku, zostając trenerem mistrza kraju – klubu Santos Laguna z miasta Torreón. Po przejęciu tej pogrążonej w kryzysie drużyny, na dłuższą metę nie potrafił odmienić słabej gry zespołu, odnosząc tylko trzy zwycięstwa w jedenastu ligowych meczach. Po trzech miesiącach, w listopadzie 2015, zrezygnował ze stanowiska trenera Santosu Laguna, przyznając, iż objął ekipę w nieodpowiednim dla niej czasie.
W lutym 2016 roku Ayestarán powrócił do Valencii stając się asystentem trenera Gary’ego Neville’a.
30 marca 2016 roku po zwolnieniu Gary’ego Neville’a Ayestarán został trenerem Valencii.. 20 września 2016 roku został zwolniony z tej funkcji
28 września 2017 roku został trenerem UD Las Palmas. 30 listopada 2017 roku został zwolniony z tej funkcji.

## Statystyki
| Estudiantes Tecos | Meksyk  | A2013   | Ascenso MX  | 7  | 2  | 4  | 1  | 29% | Copa MX        | 2  | 1  | 0 | 1 | 50%  | —             | – | – | – | – | –    | 9  | 3  | 4  | 2  | 33% |
| Estudiantes Tecos | Meksyk  | C2014   | Ascenso MX  | 22 | 7  | 11 | 4  | 32% | Copa MX        | 6  | 2  | 1 | 3 | 33%  | —             | – | – | – | – | –    | 28 | 9  | 12 | 7  | 32% |
| Ogółem            | Ogółem  |         |             | 29 | 9  | 15 | 5  | 31% |                | 8  | 3  | 1 | 4 | 38%  |               | – | – | – | – | –    | 37 | 12 | 16 | 9  | 32% |
| Maccabi Tel Awiw  | Izrael  | 2014/15 | Ligat ha’Al | 36 | 21 | 9  | 6  | 58% | Puchar Izraela | 6  | 5  | 1 | 0 | 83%  | —             | – | – | – | – | –    | 44 | 30 | 10 | 4  | 68% |
| Maccabi Tel Awiw  | Izrael  | 2014/15 | Ligat ha’Al | 36 | 21 | 9  | 6  | 58% | Toto Cup       | 4  | 4  | 0 | 0 | 100% | —             | – | – | – | – | –    | 44 | 30 | 10 | 4  | 68% |
| Ogółem            | Ogółem  |         |             | 36 | 21 | 9  | 4  | 62% |                | 10 | 9  | 1 | 0 | 90%  |               | – | – | – | – | –    | 46 | 30 | 10 | 6  | 65% |
| Santos Laguna     | Meksyk  | A2015   | Liga MX     | 11 | 3  | 4  | 4  | 27% | —              | –  | –  | – | – | –    | Liga Mistrzów | 2 | 2 | 0 | 0 | 100% | 13 | 5  | 4  | 4  | 38% |
| Ogółem            | Ogółem  |         |             | 11 | 3  | 4  | 4  | 27% |                | –  | –  | – | – | –    |               | 2 | 2 | 0 | 0 | 100% | 13 | 5  | 4  | 4  | 38% |
|                   |         |         |             |    |    |    |    |     |                |    |    |   |   |      |               |   |   |   |   |      |    |    |    |    |     |
| Łącznie           | Łącznie |         |             | 76 | 33 | 28 | 15 | 43% |                | 18 | 12 | 2 | 4 | 67%  |               | 2 | 2 | 0 | 0 | 100% | 96 | 47 | 30 | 19 | 49% |

    – zwycięstwo w rozgrywkach

    – drugie miejsce w rozgrywkach